# 北郷温泉
北郷温泉（きたごうおんせん）は、宮崎県日南市北郷町で湧出している温泉である。

## 温泉街

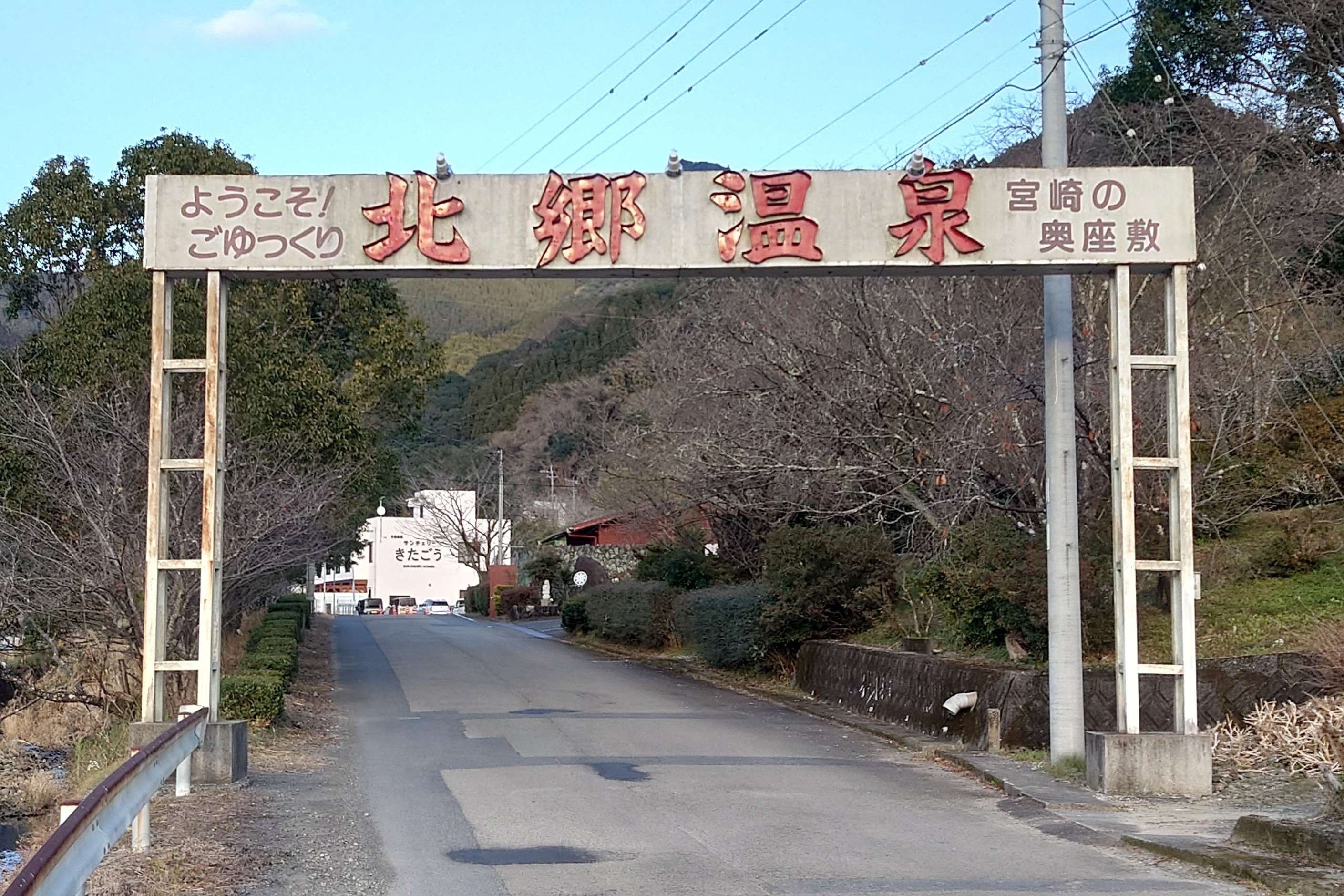
入口のアーチ看板

北郷温泉は約30年前に開湯した比較的新しい温泉で、猪八重渓谷の豊かな緑に囲まれた天然温泉である。湯は無色透明で、地下約800mから1日700～800トンの湯が湧出している。猪八重渓谷の手前にある無料の足湯は、疲労回復効果があるナトリウム温泉である。
北に鰐塚山、西に小松山連山を仰ぎ、鰐塚山から流れ出る清流・広渡川が付近を流れている。全国的に名高い名産・飫肥杉の山の麓であり、北郷町の中心部を通る宮崎県道28号日南高岡線沿いに宿泊施設が点在している。

## 温泉データ
- 泉質：炭酸水素塩温泉
- 源泉数：4
- 泉温：29 ~ 51℃
- 湯量：490 ~ 550リットル／分
- 飲用：一部可[3]

### 効能
- 【浴用】：リュウマチ性疾患・運動器障害・慢性湿疹・角化症・卵巣機能不全症・更年期障害等
- 【飲用】：慢性消化器・慢性便秘・糖屑症尿・痛風及び尿酸素質・肥満症等

## アクセス
- 鉄道：JR日南線・北郷駅より車で約3分。
- バス：宮崎交通バス・北郷温泉、もしくは北郷温泉前下車すぐ。
- 自動車：E78 東九州自動車道 日南北郷ICより約5分。または E10 宮崎自動車道 田野ICより宮崎県道28号日南高岡線を約30km南下（約30分）。

## 周辺
- 北郷総合支所
- ジェイズ日南リゾート
- 蜂之巣公園
- 猪八重渓谷
- 鰐塚山
- 広渡川
- E78 東九州自動車道
  - (31) 日南北郷インターチェンジ